# Yên Hiến công
Yên Hiến công (chữ Hán: 燕献公; trị vì: 492 TCN-465 TCN là vị vua thứ 31 nước Yên – một chư hầu nhà Chu trong lịch sử Trung Quốc.
Sử sách không ghi rõ quan hệ giữa Yên Hiến công và vị vua trước là Yên Tiền Giản công – vua thứ 30 nước Yên. Năm 493 TCN, Yên Giản công mất, Yên Hiến công được lập lên nối ngôi.
Ngoài ra, sử sách cũng không thống nhất về niên đại của Yên Hiến công. Trong khi Sử ký xác định ông là người kế tục Yên Tiền Giản công (mất 493 TCN) thì Trúc thư kỷ niên và Chiến Quốc sử cho rằng không có vị vua Yên Hiến công, mà sau Yên (Tiền) Giản công là Yên Hiếu công chứ không phải Yên Hiến công.
Sử ký không chép rõ các sự kiện liên quan đến nước Yên trong thời gian Hiến công làm vua.
Sử ký chép ông làm vua 28 năm và qua đời năm 465 TCN, rồi Yên Hiếu công lên nối ngôi. Sử ký cũng không ghi rõ quan hệ giữa Hiến công và Hiếu công.